# Port de Riga

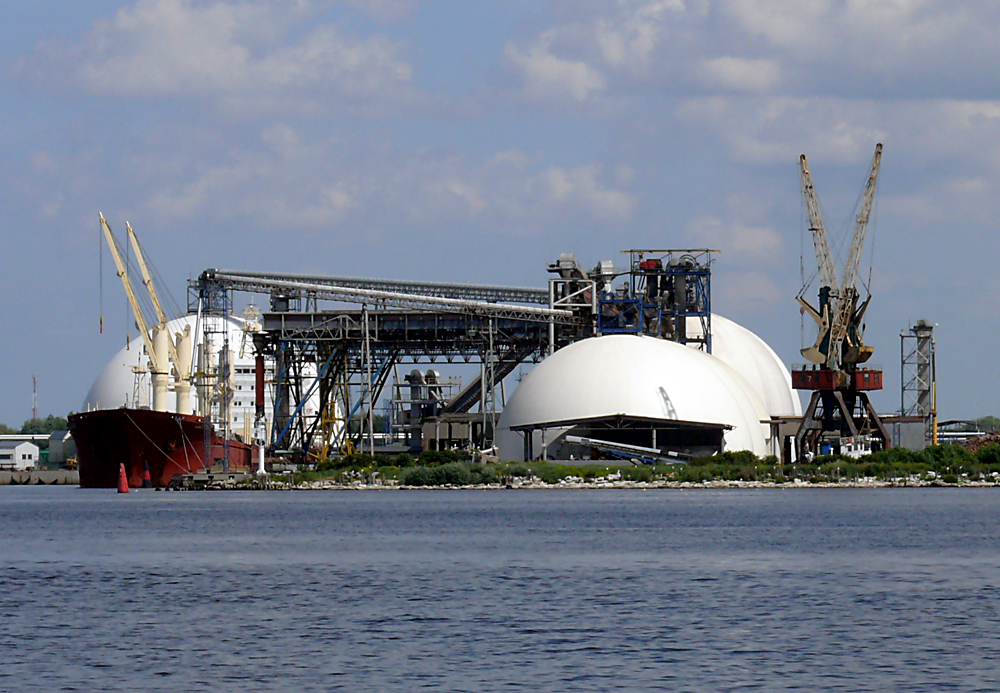
Vista del port de Riga

El Port de Riga (en letó: Rīgas osta) és un port controlat per l'Autoritat Portuària de Riga (Port Lliure de Riga), a la capital de Letònia.
El port franc està situat a les ribes del riu Daugava que cobreix uns 15 quilòmetres (9 milles) de longitud. L'autoritat del port lliure de Riga està situada en el Bulevard Kalpaks 12, es tracta del port més gran a nivell nacional i està obert per a la navegació durant tot l'any.
La longitud d'atracada total és de 13.818 m, el calat màxim per a un vaixell al moll és de 12,2 metres. La zona del port lliure té una capacitat de moviment de càrrega en la seva terminal d'unes 40.000.000 tones per any (dades del 2014).